# Мост Декабристов
Мост Декабри́стов — автодорожный металлический балочный мост через Крюков канал в Адмиралтейском районе Санкт-Петербурга, соединяет Коломенский и Казанский острова. Объект культурного наследия России регионального значения.

## Расположение
Расположен по оси улицы Декабристов (бывшей Офицерской). Рядом с мостом расположен Мариинский театр.
Выше по течению находится Матвеев мост, ниже — Торговый мост.
Ближайшие станции метрополитена — «Садовая», «Сенная площадь», «Спасская».

## Название
С 1798 года мост назывался Офицерским, по наименованию Офицерской улицы. 6 октября 1923 года мост был переименован в мост Декабристов.

## История
Построен в 1783—1787 годах по типовому проекту для мостов Крюкова канала: трёхпролётный деревянный мост на опорах из бутовой кладки, облицованных гранитом, центральный пролёт разводной, боковые — балочные. Автор проекта неизвестен.
В 1876 году мост был перестроен с уширением на 1,5 м для прокладки линии конки. К 1903 году длина моста составляла 24 м, ширина — 13,1 м.
В 1914 году, в связи с возрастающим движением транспорта по Офицерской улице, мост был перестроен по проекту инженера А. П. Пшеницкого, ширина его при этом увеличилась с 13 до 23,3 м. При сооружении нового моста опоры были разобраны до ростверков, в местах расширения опор забиты дополнительные сваи и уложена бетонная подушка, после чего возведены новые опоры. Для этого часть Крюкова канала вместе с мостом была отделена двумя поперечными перемычками, замкнутыми позади устоев, вода откачивалась и работы велись в сухом котловане. Новое металлическое пролётное строение моста было изготовлено и установлено Обществом Путиловских заводов. Также были установлены новые перильные ограждения и демонтированы обелиски с фонарями. В 1915 году на мосту были уложены трамвайные пути. 
В 1990 году выполнены работы по замене гидроизоляции и гранитного парапета, восстановлен гранитный водоотливной лоток по проекту института «Ленинжстройпроект». В 2006—2007 годах трамвайные пути на улице и мосту Декабристов были демонтированы, обновлено дорожное покрытие.

## Конструкция

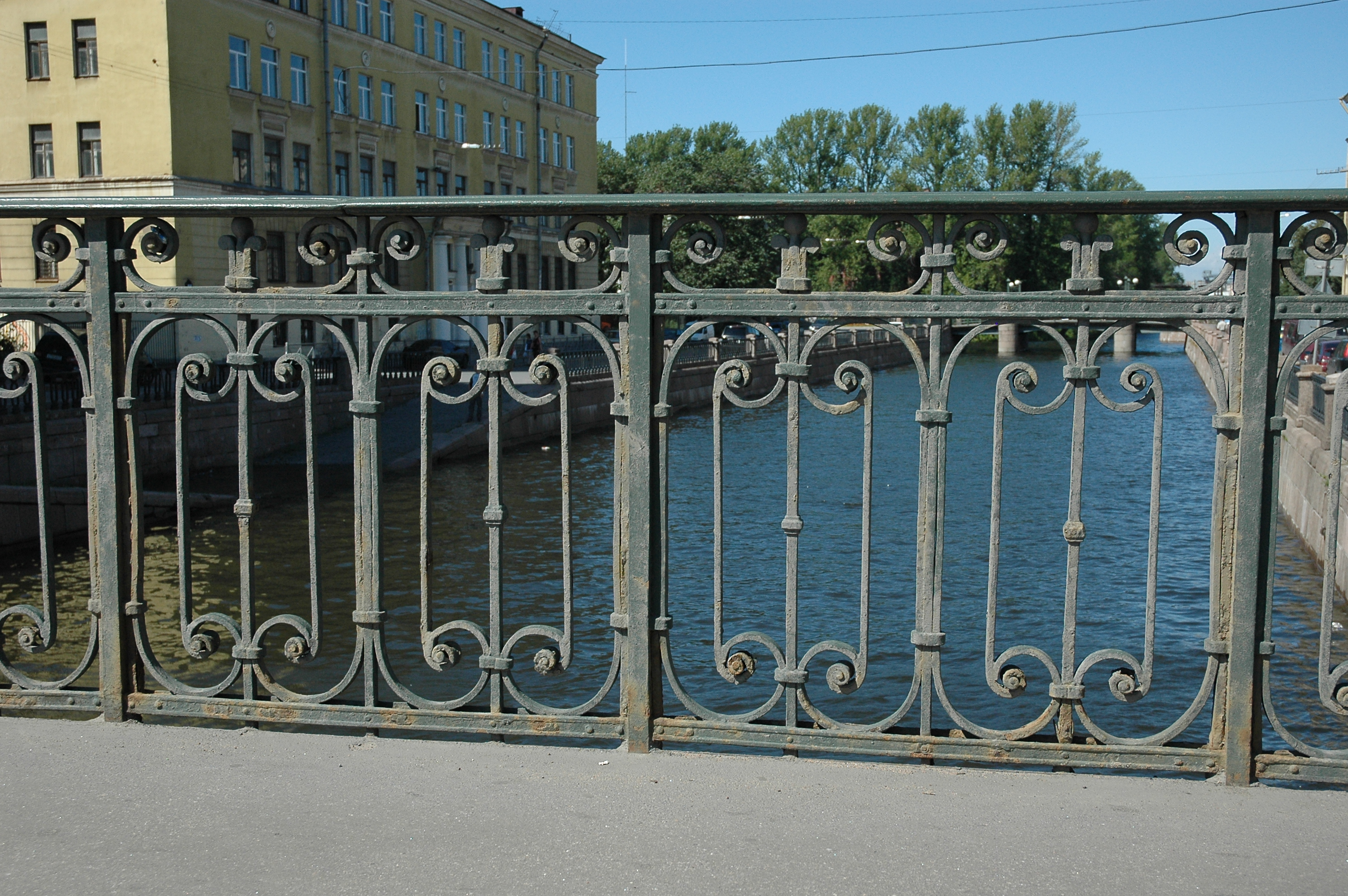
Перильное ограждение моста

Мост трёхпролётный металлический, балочно-неразрезной системы. Разбивка на пролёты 6,6 + 11 + 6,6 м. Мост косой в плане, угол косины 83°. Пролётное строение состоит из 10 железных клёпаных двутавровых балок, объединённых поперечными балками. Сверху балок на лотковом железе устроена бетонная плита. Низ балок в среднем пролете имеет вогнутое очертание по параболе для увеличения подмостового габарита. Промежуточные опоры бутовой кладки с массивной гранитной облицовкой. Устои бетонные на свайном основании из деревянных свай, с массивной гранитной облицовкой. Общая длина моста составляет 24,3 (29) м, ширина — 23,3 м (из них ширина проезжей части — 19,1 м и два тротуара по 2,1 м). 
Мост предназначен для движения автотранспорта и пешеходов. Проезжая часть моста включает в себя 5 полос для движения автотранспорта. Покрытие проезжей части и тротуаров — асфальтобетон. Тротуары отделены от проезжей части высоким гранитным поребриком. Перильное ограждение металлическое, художественной ковки, завершается на устоях гранитными тумбами.